# Хоризмовая кислота
Хори́змовая кислота, по анионной форме называемая также хоризма́т — органическая двухосновная кислота, является одним из ключевых промежуточных метаболитов шикиматного пути.
Хоризмат находится в узловой точке шикиматного пути, за что получил своё название (греч. χωρίζω — раздвоение, вилка). В строгом (узком) смысле, собственно шикиматный путь — это путь биосинтеза хоризмата. От хоризмата расходятся по крайней мере семь путей, ведущих к ароматическим соединениям и родственным им хинонам.
Хоризмовая кислота — термодинамически малостабильное соединение, при нагревании водного раствора хоризмат даёт смесь префената (также малостабилен, при нагревании в кислой среде переходит в фенилпируват) и пара-гидроксибензоата. При слабом нагревании в присутствии буфера префенат обнаружить удаётся. И префенат, и пара-гидроксибензоат — важные промежуточные соединения в метаболических процессах. Для ускорения реакций образования этих соединений из хоризмата в условиях живой клетки существуют энзимы. Стоит отметить, что эти реакции являются только лишь двумя из нескольких возможных метаболических реакций, идущих с участием хоризмата.
Оператор кластера структурных генов trpEDBCA контролирует координированный синтез ферментов, участвующих в синтезе триптофана из хоризмовой кислоты.